# Ölbergkapelle (Weinried)

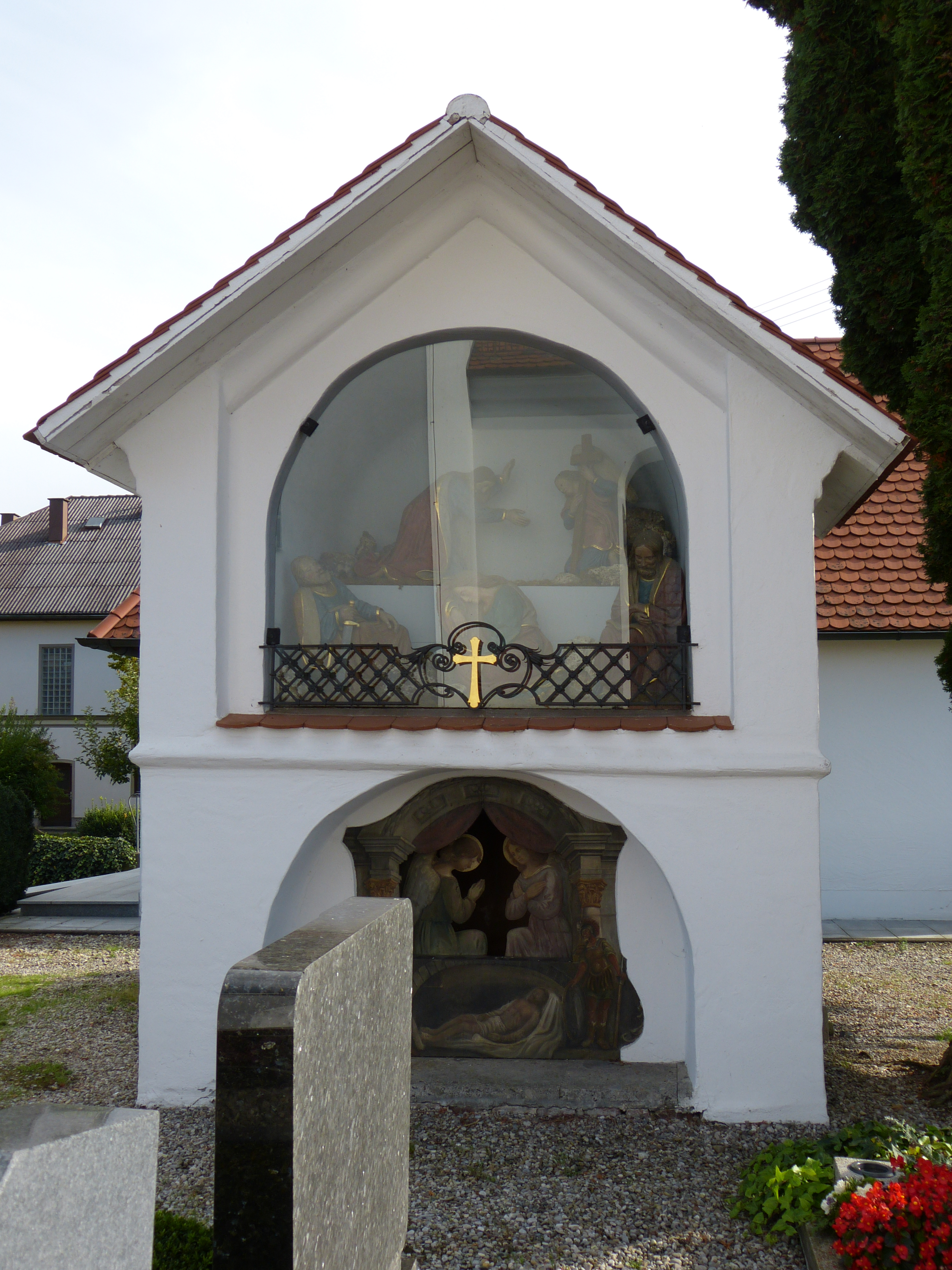
Ölbergkapelle

Die Ölbergkapelle befindet sich in Weinried, einem Ortsteil der Gemeinde Oberschönegg im Landkreis Unterallgäu in Bayern. 

## Geschichte und Beschreibung
Die denkmalgeschützte Kapelle ist ein Bau aus dem 18. Jahrhundert an der Südseite des Friedhofes der Pfarrkirche St. Laurentius und Vitus.
Die Ölbergkapelle besteht aus einem querrechteckigen Gehäuse mit profiliertem Gurt- und Traufgesims. Gedeckt ist sie mit einem Satteldach. Eine Halbkreisnische ist auf der Nordseite der Kapelle vorhanden. In dieser ist eine zu beiden Seiten konvex ausladende und flach geschweifte Zungenwand eingesetzt. In diese ist ein perspektivisch bemalter Holzeinsatz mit stichbogiger und von Säulen flankierter Öffnung eingefügt. Am Sockel ist die Darstellung des Leichnams Jesu Christi zwischen Wächtern zu sehen. Die tonnengewölbte rundbogige Nische im Obergeschoss enthält eine Figurengruppe aus Ton aus dem späten 17. Jahrhundert.